# 1991년 스플리트 시위
1991년 스플리트 시위(세르비아어: Демонстрације у Сплиту 1991.)는 1991년 5월 6일 크로아티아의 스플리트에서 유고슬라비아 인민군(JNA)에 대항해 열린 반전 시위이자 연좌 시위이다. 시위는 브로도스플리트 조선소 노동자들이 모인 크로아티아 노동조합에서 조직하기 시작하여 거리 시위 행진이 일어나자 라디오 방송을 통해 도움을 요청하면서 이내 다른 기업의 노동자와 스플리트 시민들도 합류하였다. 결국 10만명 가량의 시위대가 운집하였다.
피케팅 행진은 당시 스플리트 주둔 유고 인민군 본부가 있었던 바노비나 건물 앞까지 이어졌다. 시위대는 당시 유고 인민군이 봉쇄하던 키예보의 봉쇄를 풀라고 요구하였다. 건물 앞에서 한 차례 난투극이 일어났으며, 충돌 중에 군중 사이에서 총이 발포되어 유고 인민군 병사 1명이 사망하였다. 시위 주동자 4명은 시위 한달 후 유고 인민군에게 체포되어 군사법원에서 재판을 받고 유죄 판결을 받았다. 유죄 판결을 받은 이들은 수 달 후 포로 교환으로 석방되었다. 시위 이후 유고 인민군은 스플리트에 본부를 둔 군사 장비 일부를 빼내어 더 안전한 장소로 이전시켰으며 스플리트에서의 전투 태세를 강화하였다. 키예보의 봉쇄 사태는 시위 수 일 후 협상을 통해 풀어졌다.

## 배경
크로아티아 사회주의 공화국에서 열린 1990년 크로아티아 총선거에서 크로아티아 민주연합(HDZ)이 압승하면서 세르브인과 크로아트인 사이 민족 갈등이 악화되었다. 이후 유고슬라비아 인민군은 저항을 최소화하기 위해 크로아티아 영토방위군(TO)의 무기들을 압수하였다. 1990년 8월 17일에는 양 민족 간 갈등이 세르비아계 크로아티아인의 대대적인 반란으로 나타나기 시작했으며, 크닌(스플리트에서 동북쪽으로 약 60 km 떨어진 도시) 인근 달마티아 고원의 세르브계 다수 거주 지역을 중심으로 리카, 코르둔, 바노비나, 동슬라보니아에서 반란이 일어났다. 1991년 1월 몬테네그로, 보이보디나, 코소보의 지원을 얻은 세르비아가 유고슬라비아의 대통령직에게 유고 인민군이 크로아티아 보안군을 무장해제시키기 위해 병력을 배치해 달라고 2번 요청하였으나 실패하였으며 이후 3월에 세르브계 반군과 크로아티아 특수경찰 사이 무혈 충돌이 일어났는데 세르비아 및 지원국의 지원을 받은 유고 인민군은 연방 대통령에게 전시 권한을 부여하고 국가비상사태를 선포해 달라고 요구하였다. 이 요청도 3월 15일 거부되었으며 이후 유고 인민군은 슬로보단 밀로셰비치의 통제 하로 들어가게 된다. 밀로셰비치는 유고슬라비아 국체의 보존보다는 세르비아 영토의 확장을 더 선호하면서 공개적으로 유고 인민군을 세르비아군으로 만들겠다고 위협하였고 더 이상 연방 대통령의 권한을 인정하지 않겠다고 선포하였다. 밀로셰비치의 위협으로 유고 인민군은 유고슬라비아 보존 계획을 포기하고 점차적으로 세르비아 확장안으로 기울게 되었다. 3월 말에는 크로아티아 분쟁으로 최초의 사망자가 발생한 사건도 일어났다. 유고 인민군은 세르브계 반군에 가담하여 크로아티아 경찰의 행동을 적극적으로 막았다. 4월 초가 되면 크로아티아 내 세르브계 반군 지도자들은 크로아티아 정부에서 분리독립한 것으로 간주되는, 세르브계 통제 지역과 세르비아가 하나로 통일될 것이라고 선언하였다.
1991년 초 크로아티아는 정규군 병력이 없었다. 크로아티아는 병력 강화를 위해 경찰 인력을 약 2만 명으로 증강하였다. 경찰 중 가장 규모가 큰 곳은 12개 대대 3천 명 병력으로 구성되어 군사 조직을 도입한 크로아티아 특수경찰 세력이었다. 세르브계 반란에 대해 유고 인민군의 개입 정도는 1991년 1월이 되면 크로아티아가 사실상 전투에 진행한다고 느낄 정도로 올라갔다. 크로아티아의 대통령 프라뇨 투지만은 초기에 유럽 경제 공동체(EC) 및 미국으로부터 크로아티아에 대한 지지를 얻는 것에 집중하였고 자국 내 유고 인민군 병영 및 무기고를 장악해야 한다는 충고를 무시하였다. 투지만의 이런 행동은 크로아티아가 유고 인민군과 직접적인 전쟁으로는 이길 수 없다는 생각에서 비롯되었다.

## 시위
스플리트에서 유고 인민군과 시위대가 서로 대치하게 된 직접적인 원인은 4월 29일부터 크로아티아 경찰이 키예보에 새로운 경찰서를 설치하자 유고 인민군이 키예보를 포위하기 시작한 것이었다. 키예보 마을은 대령 라트코 믈라디치가 지휘하는 유고 인민군 병력과 세르브계 반군이 포위하면서 보급품 전달이 막혔다. 투지만 대통령은 공개 연설을 통해 키예보를 향한 포위를 즉시 풀으라고 말했다.
투지만의 성명에 호응하여 1991년 5월 6일 스플리트에 있는 브로도스플리트 조선소에서 크로아티아 노동조합이 시위를 일으켰다. 시위는 조선소 노동자 1만명으로 시작되었으나 스플리트 내 다른 조선소와 기업의 노동자 및 시민들이 합세하여 시위대가 10만 명 가량으로 늘어났으며 시위대는 크로아티아의 국기를 들고 시내를 행진하기 시작했다. 시위 행진은 시위 지지를 요구하는 라디오 방송이 나오자 시민들도 합세하며 세가 불어났다. 유고슬라비아 해군이 물대포를 장착한 선박으로 시위를 진압하는 것을 막기 위해 야드롤리니야 사 선박이 스플리트 항구로 들어가는 길목을 봉쇄하였다. 시위대는 이 당시 유고 인민군 해안군구 지휘소이자 유고슬라비아 해군 본부가 있던 바노비나 빌딩 앞까지 행진하였다. 시위대는 키예보의 봉쇄 해제, 바노비나 빌딩 앞에 주차된 병력수송장갑차(APC) 철수, 빌딩에 크로아티아 국기 계양 등을 요구하였다.
시위 도중 군중들은 유고 인민군의 병력수송장갑차를 습격하여 차량 위에 달려 있던 기관총을 떼어내 제거하였으며, 시위대 중 한명인 이비차 발리치는 빌딩 안으로 들어가 크로아티아의 국기를 계양하였고 시위대가 크로아티아의 국가를 한꺼번에 제창하였다. 건물 앞에서 한바탕 난투극이 일어났으며 난투극 도중 마케도니아 사회주의 공화국 출신 유고 인민군 징집병이었던 사슈코 게쇼브스키가 군중 사이에서 발사된 총에 맞아 사망하였다. 오후가 지나 해가 질 무렵, 군중들은 빌딩에 계양되어 있던 유고슬라비아의 국기를 내려버렸으며 자리를 옮겨 다들 흩어졌다.

## 여파
게쇼브스키 외에는 사망자는 없었으나 유고 인민군 병사 여럿이 부상을 입었다. 게쇼브스키의 죽음으로 6월에는 스코페에서도 시위가 일어났다. 마케도니아의 시위대는 프라뇨 투지만 대통령이 살인 책임이 있다고 주장하였다. 크로아티아 정부는 게쇼브스키 사망에 대한 유감 표명을 거부하였으며 세르비아는 투지만 정부가 제2차 세계 대전 시기 크로아티아의 파시스트 세력이었던 우스타샤의 부활의 증거로 마케도니아인 사망을 내세웠다.
당시 스플리트 시장이었던 오네신 치비탄은 게쇼브스키는 바노비나 건물에서 쏜 총격에 맞은 것이라고 주장하였다. 하지만 크로아티아 대검찰청에서는 게쇼브스키는 군중 사이에서 발사된 총탄에 맞아 사망한 것이 맞다고 발표하면서 시장의 주장을 반박하였다. 총격 조사가 시작되었으나 증거 부족으로 피의자를 찾지 못한 채 사건 조사가 끝났다. 유고 인민군 보안부 소속 류비샤 베아라 대령 팀은 마토 사블리치, 이반 베고냐, 롤란드 즈보나리치, 브란코 글라비노비치를 시위대를 조직하고 살인 사건을 일으킨 주동자라고 주장하며 6월 5일 체포하였다. 이들은 8월 19일 사라예보의 군사법원 재판에 넘겨져 각각 징역 1년 6개월에서 8년을 선고받았다. 실형을 선고받은 이들은 11월 25일까지 포차의 교도소에 수감되어 있다가 유고 인민군 포로와 교환되었다. 스플리트 시위는 매념 기념식을 열고 있으며 2011년에는 기념식을 다룬 단편도 발표되었다.
유고 인민군은 스플리트에서 시위가 일어나자 스플리트 등 달마티아 지역 수비대의 전투태세를 강화하였으며 스플리트의 보병 및 포병 일부를 해안에서 떨어진 기지로 이전하였다. 또한 유고 인민군 해안군구는 전력 공급이 끊길 때를 대비해 예비 발전기와 식수를 준비하라는 명령을 내렸다. 유고 인민군은 1992년 1월 4일 막사 전투 종결 시 합의한 협정에 따라 스플리트에서 전부 철수하였다.
시위 며칠 후 키예보에서의 포위에 대한 협상이 열렸으며, 협상 2주 후 유고 인민군은 완전히 봉쇄를 해제하였다. 하지만 같은 해 8월 믈라디치가 지휘하는 유고 인민군 병력이 키예보를 공격하여 마을 상당부분을 파괴하면서 봉쇄 해제 협정은 몇 달이 지나지 않아 깨졌다. 8월 공격은 크로아티아군이 세르브계 크로아티아인 지도자인 밀란 마르티치에게 항복하기를 거부하면서 시작되었다. 당시 키예보 공격은 급속히 고조되고 있는 크로아티아 독립 전쟁 초기에 유고 인민군이 공개적으로 세르브계 반군 편을 들어 같이 공격한 최초의 전투이다.

## 참고 문헌
서적
- Central Intelligence Agency, Office of Russian and European Analysis (2002). 《Balkan Battlegrounds: A Military History of the Yugoslav Conflict, 1990–1995》. Washington, D.C.: Central Intelligence Agency. OCLC 50396958.
- Gow, James (2003). 《The Serbian Project and Its Adversaries: A Strategy of War Crimes》. London, England: C. Hurst & Co. ISBN 978-1-85065-646-3.
- Hoare, Marko Attila (2010). 〈The War of Yugoslav Succession〉.   Ramet, Sabrina P. 《Central and Southeast European Politics Since 1989》. Cambridge, England: Cambridge University Press. 111–136쪽. ISBN 978-1-139-48750-4.
- O'Shea, Brendan (2005). 《The Modern Yugoslave Conflict 1991–1995: Perception, Deception and Dishonesty》. London, England: Routledge. ISBN 978-0-415-35705-0.
- Ramet, Sabrina P. (2006). 《The Three Yugoslavias: State-Building And Legitimation, 1918–2006》. Bloomington, Indiana: Indiana University Press. ISBN 978-0-253-34656-8.
- Sikavica, Stipe (2000). 〈The Army's Collapse〉.   Udovicki, Jasminka; Ridgeway, James. 《Burn This House: The Making and Unmaking of Yugoslavia》. Durham, North Carolina: Duke University Press. 154–174쪽. ISBN 9780822325901.
- Woodward, Susan L. (1995). 《Balkan Tragedy: Chaos and Dissolution After the Cold War》. Washington, D.C.: Brookings Institution Press. ISBN 978-0-8157-9513-1.

저널 논문
- Brigović, Ivan (October 2011). “Odlazak Jugoslavenske narodne armije s područja Zadra, Šibenika i Splita krajem 1991. i početkom 1992. godine” [Departure of the Yugoslav People's Army from the area of Zadar, Šibenik and Split in late 1991 and early 1992]. 《Journal of Contemporary History》 (크로아티아어) (Croatian Institute of History) 43 (2): 415–452. ISSN 0590-9597.

뉴스 보도
- Engelberg, Stephen (1991년 3월 3일). “Belgrade Sends Troops to Croatia Town”. 《The New York Times》. 2013년 10월 2일에 원본 문서에서 보존된 문서.
- Krnić, Denis (2010년 6월 12일). “Beara je sudjelovao u napadu na Split” [Beara took part in an attack on Split]. 《Slobodna Dalmacija》 (크로아티아어). 2013년 12월 1일에 원본 문서에서 보존된 문서.
- Krnić, Denis (2011년 3월 26일). “Dan kada je Split ustao protiv JNA” [Day when Split rose against the JNA]. 《Slobodna Dalmacija》 (크로아티아어). 2012년 3월 18일에 원본 문서에서 보존된 문서.
- Šetka, Snježana (2001년 5월 6일). “Dan kada je ustao Split” [Day when Split rose up]. 《Slobodna Dalmacija》 (크로아티아어). 2013년 12월 1일에 원본 문서에서 보존된 문서.
- Sudetic, Chuck (1991년 4월 2일). “Rebel Serbs Complicate Rift on Yugoslav Unity”. 《The New York Times》. 2013년 10월 2일에 원본 문서에서 보존된 문서.
- “Roads Sealed as Yugoslav Unrest Mounts”. 《The New York Times》. Reuters. 1990년 8월 19일. 2013년 9월 21일에 원본 문서에서 보존된 문서.
- Velić, Mario (2010년 5월 6일). “Sjećanje na Banovinu” [Remembrance of Banovina]. 《Večernji list》 (크로아티아어). 2013년 12월 1일에 원본 문서에서 보존된 문서.

기타 자료
- “The Prosecutor vs. Milan Martic – Judgement” (PDF). International Criminal Tribunal for the former Yugoslavia. 2007년 6월 12일.